# Nxaunxau
Nxaunxau is een dorp in het district North-West in Botswana. De plaats telt 400 inwoners (2011).